# Şero
Mèo Şerafettin (Sinh năm 2005; thường được rút ngắn thành Mèo Şero) là một con mèo sống ở Ankara, Thổ Nhĩ Kỳ, cư trú tại trụ sở của Đảng Cộng hòa Nhân dân (CHP). Nó trở nên nổi tiếng vì có một tài khoản Twitter được theo dõi bởi hơn 32 nghìn người, mặc dù nhà điều hành thực sự đằng sau tài khoản này vẫn chưa được biết. Şero là linh vật của CHP và được mô tả là 'con mèo của tiêu chuẩn xã hội dân chủ'. Nó là một biểu tượng quan trọng trong chính trị Thổ Nhĩ Kỳ, liên tục xuất hiện trên các tin tức về những bình luận chính trị kỳ quặc và hài hước được thực hiện trên tài khoản Twitter của mình.
Şero tự mô tả mình là 'người đàn ông thứ hai của CHP', chỉ đứng sau nhà lãnh đạo đảng Kemal Kılıçdaroğlu. Tài khoản Twitter của nó xác định công việc của nó là "để mắt tới Kılıçdaroğlu".

## Lịch sử
Şero đã sống tại trụ sở CHP kể từ khi nó được xây dựng và được cho là ra đời vào năm 2005. Tên của anh ta, Şerafettin, xuất phát từ nhân vật truyện tranh Thổ Nhĩ Kỳ Kötü Kedi Şerafettin (Bad Cat Şerafettin), có nét tương đồng với truyện tranh nhân vật Garfield. Tên của nó đã được các công nhân xây dựng trao cho ông trong quá trình xây dựng và được rút ngắn thành Şero. Năm 2009, chi tiêu của CHP cho thức ăn cho mèo và mèo đã bị Tòa án Hiến pháp Thổ Nhĩ Kỳ tuyên bố là bất hợp pháp, trong đó xác định chi tiêu cho con mèo là lạm dụng tiền của đảng.
Şero thường được nhìn thấy trên truyền hình trực tiếp trong các địa chỉ từ trụ sở CHP do lãnh đạo đảng Deniz Baykal đưa ra. Gần đây hơn vào năm 2015, Şero xuất hiện trên truyền hình trực tiếp trong khi Ahmet Hakan đang phỏng vấn nhà lãnh đạo đảng Kemal Kılıçdaroğlu. Sự xuất hiện của Şero đã trở nên lan truyền trên Twitter ngay sau đó, khiến Hakan phải giải quyết vấn đề 'một con mèo đi dạo' trong cuộc phỏng vấn. Şero đã trở thành một linh vật dễ nhận biết trong chính trị Thổ Nhĩ Kỳ.
Năm 2008, Şero được đưa đến bệnh viện mèo trong 14 ngày sau khi bị trầm cảm, các vấn đề về niệu đạo và thận.